# Fannia cothurnata
Fannia cothurnata är en tvåvingeart som först beskrevs av Friedrich Hermann Loew 1873.  Fannia cothurnata ingår i släktet Fannia och familjen takdansflugor. Inga underarter finns listade i Catalogue of Life.